# Lampyris raymondi
La luciérnaga occidental o luciérnaga cantábrica (Lampyris raymondi) es una especie de coleóptero de la familia Lampyridae. Es una especie presente en la península ibérica.

## Distribución
Esta especie se puede encontrar en Bulgaria, Portugal, sureste de Francia (Provenza, Alpes), Grecia, Italia  (Alpes marítimos, al oeste de los Apeninos) y España, a una altitud de hasta 1200 metros (1312,3 yd).